# Златки
Златки (лат. Buprestidae) — разветвлённое и многочисленное семейство жесткокрылых, включающее в себя более 15 000 видов с 450 родами, которые распространены на всех континентах и островах, кроме Арктики и Антарктики. В европейской части России встречается около 180 видов. Наибольшая численность и видовое разнообразие златок наблюдается в странах с тропическим и субтропическим климатом, где сосредоточено около 80 % известных видов.

## Общая характеристика

### Морфология имаго
Жуки средних размеров от 2 до 100 мм в длину. В большинстве своём 10—30 мм. Окраска очень часто блестящая металлическая, зависящая от пигментации и тонкой структуры поверхности. Часто имеется внутривидовая изменчивость окраски, обычно от медно-красного, через зелёный до сине-фиолетового цвета, иногда эта окраска связана с полом. Некоторые части тела могут быть лишены пигментации, образуя белые пятна, обычно желтеющие посмертно. Такая пятнистая окраска свойственна многим видам и очень изменчива в пределах вида по величине и количеству пятен, но расположение их постоянно. Очень редко различия в такой окраске служат вторично-половыми признаками. У пустынных видов обычен восковой налет, обильно покрывающий пунктированные места тела, особенно бока брюшка и груди.
Покровы тела твердые, часто очень толстые и прочные у крупных видов. Поверхность тела бывает от гладкой зеркальной до густо пунктированной; точки, несущие обычно волосок, часто образуют морщинистые структуры.
Тело удлинённое, уплощённое или цилиндрическое, надкрылья сужены на конце. Усики короткие, пильчатые.
Форма тела обычно удлиненная, кроме немногих родов с коротким телом, обычно более или менее уплощенная, реже цилиндрическая обычно верхняя сторона более плоская, чем нижняя. Конечности обычно относительно короткие, сильные, усики и лапки часто расширенные, часто могут плотно прижиматься к телу, но выемок для их помещения, кроме бедренных на задних тазиках, нет. Надкрылья покрывают обычно все брюшко; крылья сильные, короткие, не складывающиеся поперечно. Характерны быстрые, порывистые движения и легкий, стремительный полет.
Голова обычно некрупная, вертикальная, обращенная вниз ротовыми органами. Усики короткие, уплощенные, пиловидные. Сложные глаза у сильно развиты, занимают значительную часть головы, у пустынных форм из разных групп обычно глаза расставленные и занимают более боковое положение, что является приспособлением к излишку света. 

Ноги сильные, обычно короткие, реже довольно длинные, их бедра без зубцов, У многих родов ноги несут вторично-половые признаки, иногда сильно изменяющие их величину и форму.
Последние сегменты брюшка самца образуют копулятивный аппарат, в покое втянутый внутрь тела, у самки последние сегменты брюшка образуют выдвижной мягкий яйцеклад.

### Морфология личинок
Личинки беловатые, безногие, плоские, с длинным и тонким брюшком и расширенной переднегрудью, в которую втянута небольшая голова. Тело личинок прямое, голова хорошо развита. Переднегрудь склеротизирована сверху и снизу. Тело в сечении уплощенное. Питаются корой и древесиной. Личинки отдельных видов обитающих в степях и полупустынях развиваются в корнях трав и кустарников, либо в почве (род Julodis). Для большинства видов златок характерна приспособленность к определенным видам деревьев и кустарников.

## Палеонтология
Известно 95 ископаемых видов златок, из них шесть обитали в юрском периоде. Древнейшие личинки златок найдены в бирманском янтаре.

## Систематика

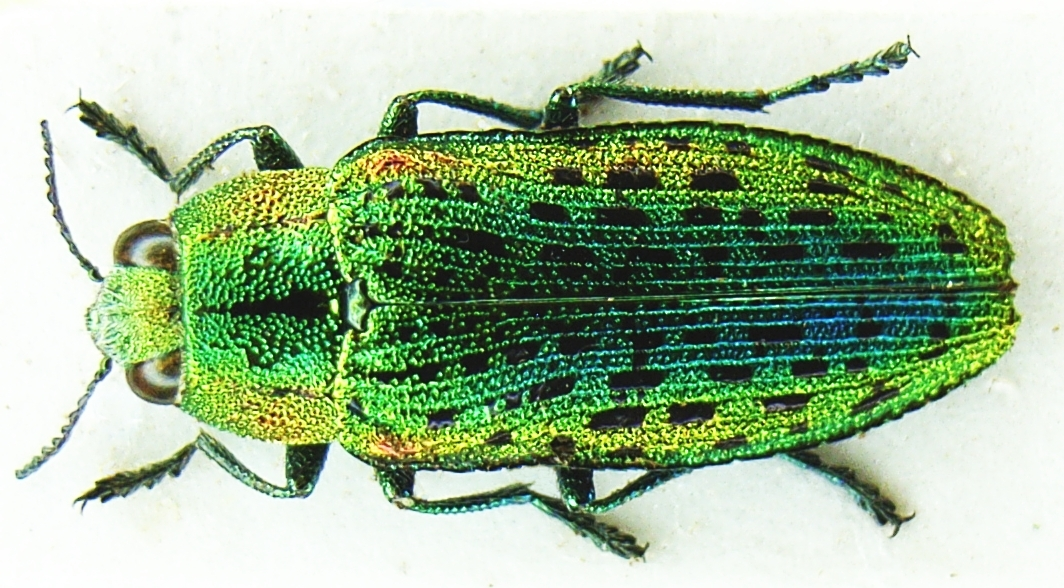
Ovalisia mirifica

Из более чем 15 000 видов почти 20 % приходится на крупнейший род жуков (а возможно и всех животных) Agrilus, в котором описано около 3000 видов.

| - Подсемейство: Agrilinae Laporte, 1835 - Триба: Agrilini - Подтриба: Agrilina - Подтриба: Amorphosternina - Подтриба: Amyiina - Подтриба: Rhaeboscelidina - Подтриба: Incertae sedis - Род: Deyrollius - Род: Eumerophilus - Род: Lepismadora - Род: Nickerleola - Род: Parasambus - Род: Pseudagrilodes - Род: Pseudagrilus - Род: Sarawakita - Род: Wendleria - Род: Weyersiella - Триба: Aphanisticini - Подтриба: Anthaxomorphina - Подтриба: Aphanisticina - Подтриба: Cylindromorphina - Подтриба: Cylindromorphoidina - Подтриба: Germaricina - Триба: Coraebini - Подтриба: Amorphosomina - Подтриба: Cisseina - Подтриба: Clemina - Подтриба: Coraebina - Подтриба: Dismorphina - Подтриба: Ethoniina - Подтриба: Geraliina - Подтриба: Meliboeina - Подтриба: Synechocerina - Подтриба: Toxoscelina - Подтриба: Incertae sedis - Род: Alissoderus - Род: Sambus - Триба: Trachydini - Подтриба: Brachydina - Подтриба: Leiopleurina - Подтриба: Pachyschelina - Подтриба: Trachydina - Подсемейство: Buprestinae Leach, 1815 - Триба: Actenodini - Триба: Anthaxiini - Триба: Bubastini - Триба: Buprestini - Подтриба: Agaeocerina - Подтриба: Buprestina - Подтриба: Lamprocheilina - Подтриба: Trachykelina - Триба: Chrysobothrini - Триба: Coomaniellini - Триба: Curini - Триба: Epistomentini - Триба: Exagistini | - - Триба: Julodimorphini - Триба: Kisanthobiini - Триба: Maoraxiini - Триба: Melanophilini - Триба: Melobasini - Триба: Mendizabaliini - Триба: Pterobothrini - Триба: Phrixiini - Триба: Stigmoderini - Триба: Thomassetiini - Триба: Trigonogeniini - Триба: Xenorhipidini - Подсемейство: Chrysochroinae Laporte, 1835 - Триба: Chrysochroini - Подтриба: Chalcophorina - Подтриба: Chrysochroina - Подтриба: Eucallopistina - Триба: Dicercini - Подтриба: Dicercina - Подтриба: Hippomelanina - Подтриба: Pseudoperotina - Триба: Evidini - Триба: Hypoprasini - Подтриба: Cinyrina - Подтриба: Euchromatina - Подтриба: Euplectaleciina - Подтриба: Hypoprasina - Подтриба: Pristipterina - Триба: Paratassini - Триба: Poecilonotini - Триба: Sphenopterini - Триба: Vadonaxiini - Подсемейство: Galbellinae Reitter, 1911 - Подсемейство: Julodinae LeConte, 1815 - Подсемейство: Polycestinae Lacordaire, 1857 - Триба: Acmaeoderini - Подтриба: Acmaeoderina - Подтриба: Nothomorphina - Подтриба: Odetteina - Триба: Astraeini - Триба: Haplostethini - Триба: Paratrachydini - Триба: Perucolini - Триба: Polycestini - Триба: Polyctesini - Триба: Prospherini - Триба: Ptosimini - Триба: Thrincopygini - Триба: Tyndarini - Подтриба: Mimicoclytrinina - Подтриба: Pseudacherusiina - Подтриба: Tylaucheniina - Подтриба: Tyndarina - Триба: Xyroscelini |

Chrysochroa fulgidissima
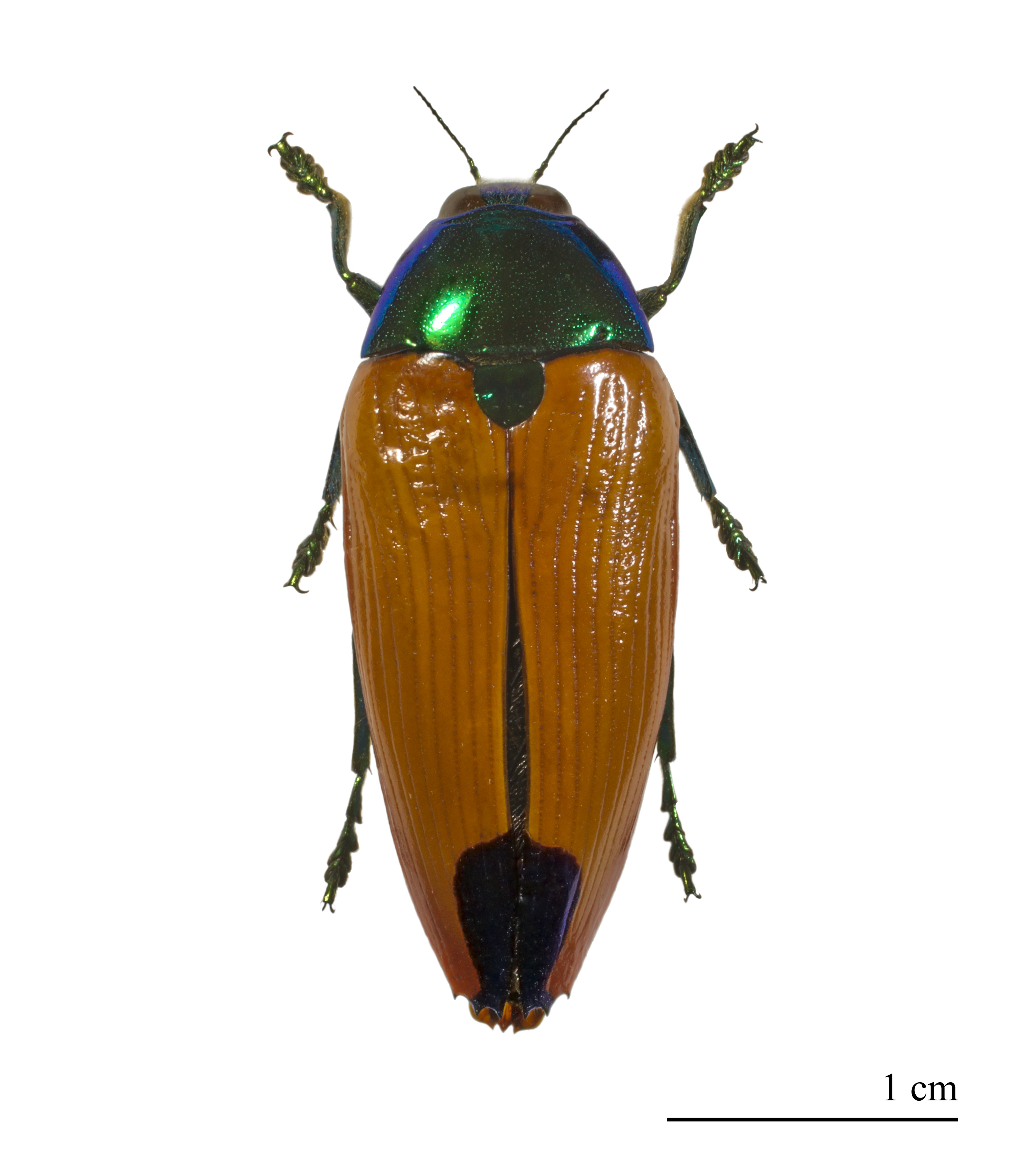
Metaxymorpha gloriosa
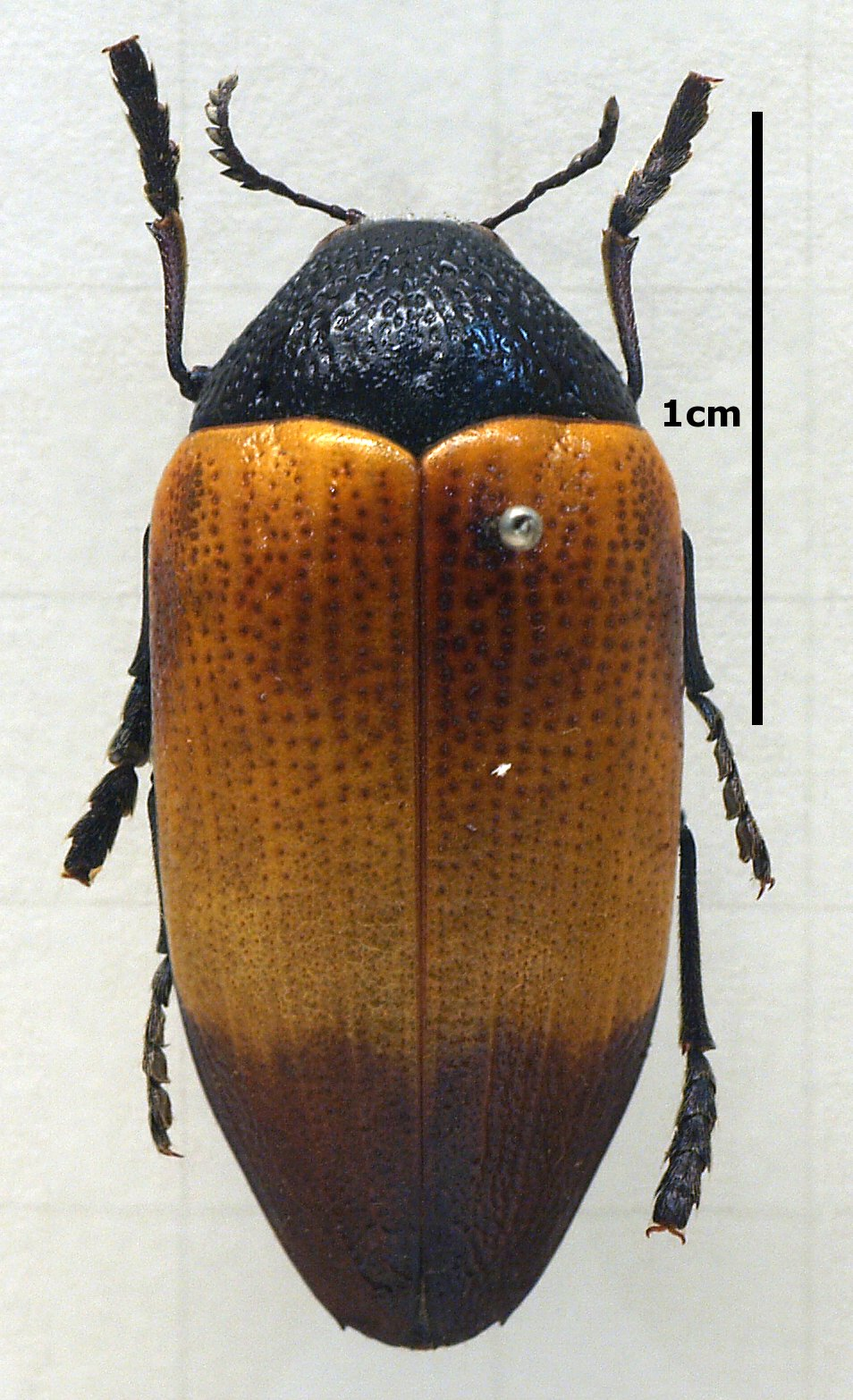
Sternocera hunteri
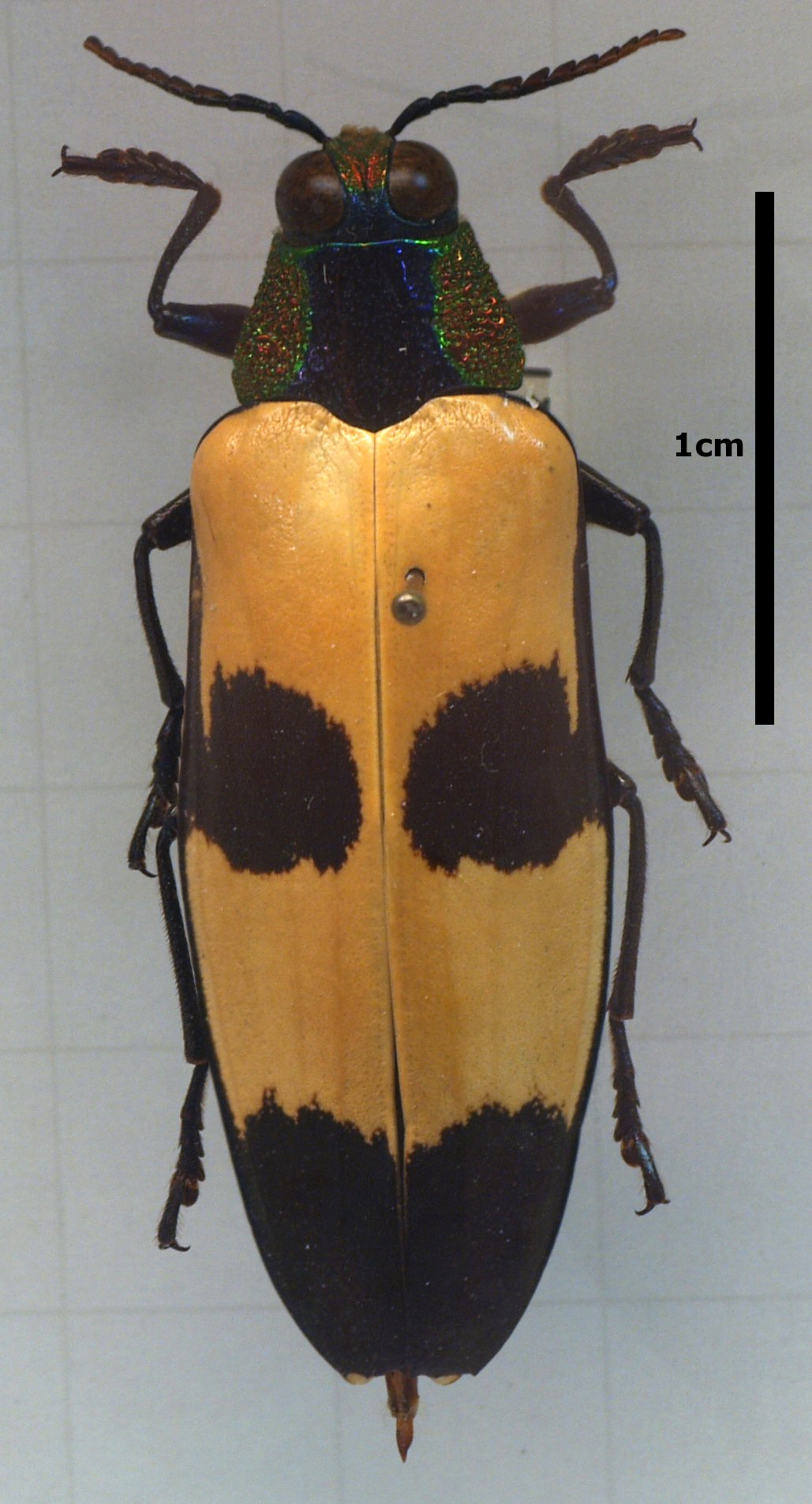
Chrysochroa buqueti